# Grömitz
Grömitz település Németországban, Schleswig-Holstein tartományban. Lakosainak száma 7257 fő (2023. december 31.).

## Népesség
A település népességének változása:
| Lakosok száma | 6014 | 7150 | 7240 | 7287 | 7236 | 7205 | 7286 | 7257 |
|               | 1975 | 2015 | 2017 | 2018 | 2019 | 2021 | 2022 | 2023 |